# 通州北关站
通州北关站，规划建设期间曾称为北关站，是一个位于中国北京市通州区新华街道盐滩路，属于北京地铁6号线的地铁车站。6号线部分于2014年12月28日随6号线二期开通一同投入使用。未来，本站将随着平谷线的开通成为换乘站。

## 位置
通州北关站位于北京城市副中心运河商务区核心区，沿盐滩路（原北关大道）南北向设置；东侧为规划水乡区，紧邻京杭大运河，西侧为规划高密度开发地块，紧邻现状新华南北街。平谷线车站垂直盐滩路呈东西向布置，与既有6号线车站T型换乘:107，计划在西侧设置折返线。

## 结构

### 车站楼层
| 地面层          | 出入口                    | A—C出入口                      |
| 地下一层 站厅层 | 站厅                      | 安全检查、客务中心、进出站闸机 |
| 地下二层 站台层 |                           | █ 6号线往金安桥（物资学院路）  |
| 地下二层 站台层 | 岛式站台，左側開门        |                                |
| 地下二层 站台层 | █ 6号线往潞城（北运河西） |                                |

### 站厅及站台

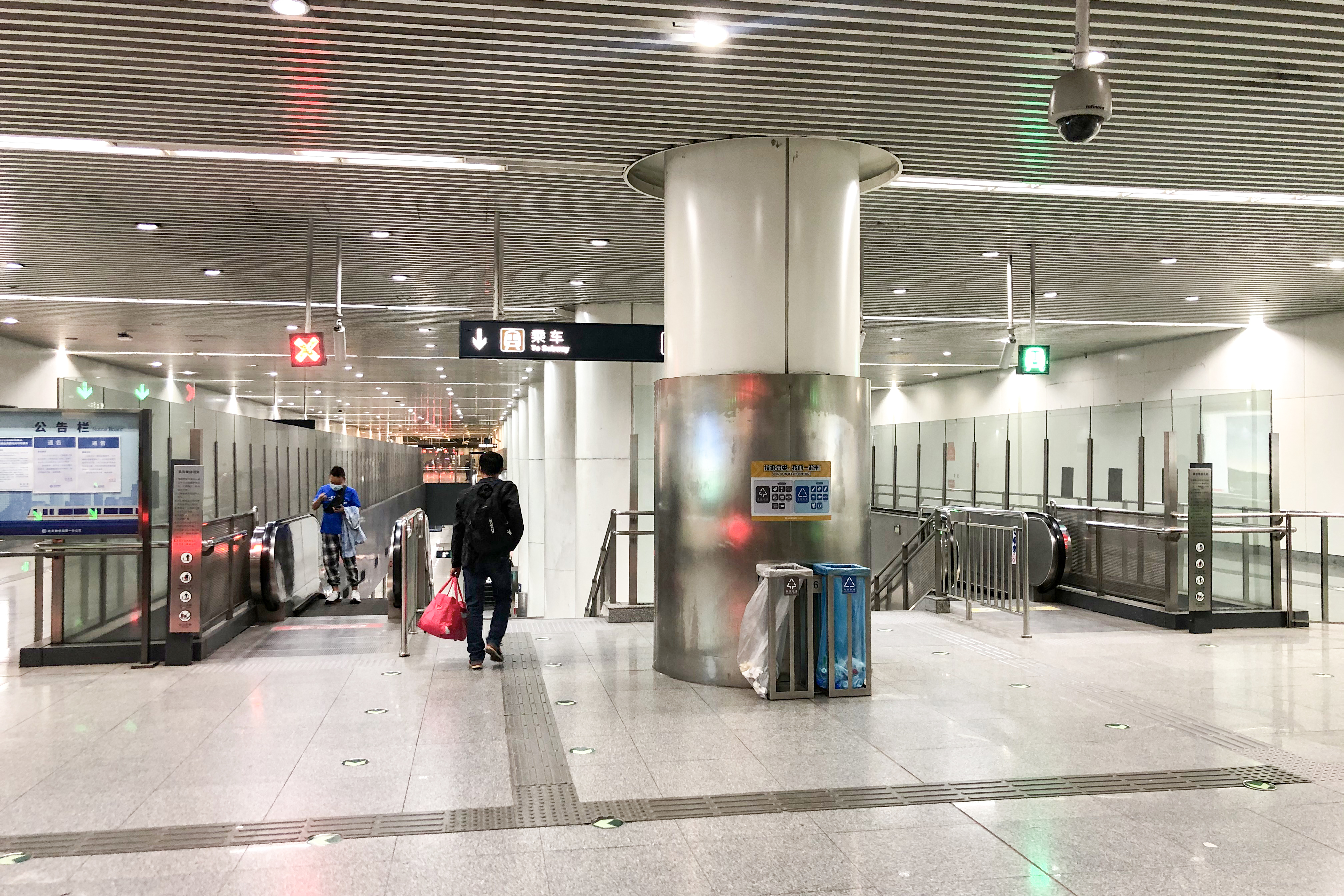
通州北关站站厅（2021年5月摄）

通州北关站预留6号线和R1线（目前改为平谷线使用）两条地铁路线站台，均为地下站台。6号线车站为地下三层车站，车站总长220.6m，采用岛式站台设计。平谷线站台则位于地下四层，目前尚未开通。
6号线车站设置了中庭，从站台可以看到站厅层的顶棚。同时车站与两侧商业进行了一体化设计，除增设商业连通口之外，在站厅顶部也设置了连接两侧地下商业的空中连廊。

站台全景图（2017年11月摄）

### 出入口
截至2021年1月，通州北关站开放A（西北）、B（东北）、C（南）三个出入口，D（西南）出入口暂缓开通。
|                       |                              |                                                  |      |            |
| 編號                  | 指示                         | 建議前往的目的地                                 | 照片 | 无障碍设施 |
| 出口 · A · 升降机标志 | 盐滩路（北关大道）、新华北路 | 北京财贸职业学院、解放军总医院京东医疗区         |      |            |
| 出口 · B              | 盐滩路（北关大道）           | 滨河北路、通燕高速、北京胸科医院、新潞运河文创园 |      | 不適用     |
| 出口 · C              | 盐滩路、新华北路             | 西海子公园                                       |      | 不適用     |
| （暂缓开通）          | 新华北路                     |                                                  |      | 不適用     |
| 註： 設有             |                              |                                                  |      |            |